# Origin of Symmetry
Origin of Symmetry ist das zweite Studioalbum der britischen Rockband Muse. Mit dem 2001 erschienenen Album schaffte Muse den endgültigen Durchbruch.

## Stil
Im Vergleich zum Vorgänger Showbiz zeigte sich die Band experimentierfreudiger. Zudem setzte Bellamy bei seinem Gesang öfter Falsett ein.

## USA
Das Album wurde am 18. Juni 2001 weltweit veröffentlicht, jedoch nicht in den Vereinigten Staaten. Die Plattenfirma Maverick Records hatte Zweifel hinsichtlich Bellamys Stimme. Da sie diese nicht für radiotauglich hielt, war sie skeptisch hinsichtlich des Erfolges des Albums. Daraufhin trennte sich die Band von der Firma, das Album wurde erst am 20. September 2005 in den USA veröffentlicht.

## Rechtsstreit mit Nestlé
Der Lebensmittelkonzern Nestlé wollte den Titel Feeling Good, ursprünglich aus dem 1965 uraufgeführten Musical The Roar of the Greasepaint – The Smell of the Crowd, für eine Werbekampagne für Kaffee nutzen. Zwar verweigerte Muse die Nutzung, der Konzern untermalte dennoch seine Werbespots mit dem Lied. Daraufhin zog die Band vor Gericht und der Konzern wurde zu 500.000 £ Strafe verurteilt. Die Summe wurde teils Oxfam und teils wohltätigen Vereinen aus der Nähe von Devon gespendet.

## Titelliste
1. New Born – 6:01
2. Bliss – 4:12
3. Space Dementia – 6:20
4. Hyper Music – 3:20
5. Plug In Baby – 3:40
6. Citizen Erased – 7:19
7. Micro Cuts – 3:38
8. Screenager – 4:20
9. Darkshines – 4:47
10. Feeling Good – 3:19
  - Futurism (Bonustrack auf der japanischen Veröffentlichung) – 3:27
11. Megalomania – 4:38

## Kommerzieller Erfolg

### Chartplatzierungen
| ChartsChartplatzierungen       | Höchstplatzierung | Wochen |
| ------------------------------ | ----------------- | ------ |
| Deutschland (GfK)              | 17 (11 Wo.)       | 11     |
| Österreich (Ö3)                | 7 (12 Wo.)        | 12     |
| Schweiz (IFPI)                 | 6 (28 Wo.)        | 28     |
| Vereinigte Staaten (Billboard) | 161 (1 Wo.)       | 1      |
| Vereinigtes Königreich (OCC)   | 3 (44 Wo.)        | 44     |

| ChartsJahrescharts (2001)    | Platzierung |
| ---------------------------- | ----------- |
| Vereinigtes Königreich (OCC) | 74          |

### Auszeichnungen für Musikverkäufe
| Land/Region                  | Auszeichnungen für Musikverkäufe (Land/Region, Auszeichnung, Verkäufe) | Verkäufe |
| ---------------------------- | ---------------------------------------------------------------------- | -------- |
| Australien (ARIA)            | Platin                                                                 | 70.000   |
| Belgien (BRMA)               | Gold                                                                   | 25.000   |
| Italien (FIMI)               | Gold                                                                   | 50.000   |
| Niederlande (NVPI)           | Gold                                                                   | 40.000   |
| Schweiz (IFPI)               | Gold                                                                   | 20.000   |
| Vereinigtes Königreich (BPI) | 2× Platin                                                              | 768.000  |
| Insgesamt                    | 4× Gold · 3× Platin ·                                                  | 973.000  |

Hauptartikel: Muse (Band)/Auszeichnungen für Musikverkäufe